# John L. Balderston
John L. Balderston (Philadelphia, 22 de octubre de 1889, – Los Ángeles, 8 de marzo de 1954) fue un guionista y dramaturgo estadounidense recordado por sus guiones de terror y fantasía. Escribió la obra Berkeley Square y la adaptación teatral de 1927 Drácula.

## Biografía

### Periodista
Balderston comenzó su carrera como periodista en 1912 cuando todavía era estudiante en la Universidad de Columbia. Trabajó como corresponsal en Nueva York para "The Philadelphia Record" y como corresponsal de guerra europeo durante la Primera Guerra Mundial para el Sindicato de Periódicos McClure. Posteriormente, fue director de información en Inglaterra e Irlanda para el Comité de Información Pública de los Estados Unidos. En 1916, escribió "The Brooke Kerith", sobre la vida de Jesús, con George More. En 1919, escribió la obra "El genio del Marne". Balderston fue coautor de "Cross-Styx, A Morality Playlet for the Leisure Class", una parte de la cena anual de 1920 del Dutch Treat Club escrita por él, Fred Dayton, Rae Irvin, Berton Braley, James Montgomery Flagg con música de Arthur Samuels . Cree que Taylor y Arthur Samuels estaban en los Steinways. De 1920 a 1923, fue editor de la revista " The Outlook" en Londres y luego director de la oficina de Londres para el "New York World" desde 1923 hasta 1931. Balderston left journalism in 1931 when the New York World ceased publication.

### Dramaturgo
Balderson escribió una obra de teatro sobre Bacon y Shakespeare, "Clown of Stratford" a mediados de la década de 1920. Logró el éxito como dramaturgo en 1926 con la producción londinense de su obra Berkeley Square, que había escrito con Jack Squire, el editor de  London Mercury . Fue adaptado de Henry James 'novela de 1917 publicada póstumamente' El sentido del pasado .
En 1927, fue contratado por Horace Liveright para revisar la adaptación teatral de "Drácula" de 1924 para su producción estadounidense. Balderston hizo un trabajo significativo en la adaptación, que fue un éxito cuando se estrenó en octubre, con 261 funciones, y que convirtió en una estrella a Bela Lugosi. Después, Hamilton Deane contrató a Balderston para adaptar la versión teatral de 1927 de "Frankenstein" de Peggy Webling para el público estadounidense. Sin embargo, esta versión no llegó a Broadway. Berkley  Square fue estrenada en Broadway en 1929–30, fue protagonizado por Leslie Howard y tuvo 229 representaciones.

### Guionista
La obra de Balderston de "Drácula" formó la base de la versión cinematográfica de 1931 protagonizada por Lugosi, realizada por Universal Pictures. Luego, Universal compró su adaptación estadounidense de la obra de teatro de 1927 de Peggy Webling, Frankenstein, y la utilizó como base para la película Frankenstein (también de 1931). Universal lo contrató para adaptar una historia sobre Cagliostro en  La momia (1932) y también escribió una versión de "The Invisible Man" para James Whale que no se usó para la versión cinematográfica de Whale.
Balderston volvió a Broadway en 1932, trabajando con J.E. Hore en Red Planet. Solo se exhibieron siete funciones. También se le atribuye el mérito de ser guionista de la adaptación de Berkeley Square (1933).
Balderston fue uno de los escritores de Tres lanceros bengalíes (1935), que le valió una nominación al Oscar. Trabajó en The Mystery of Edwin Drood" (1935) y "La novia de Frankenstein (1935) y fue el último escritor en Las manos de Orlac (1935). Fue colaborador no acreditado del guion de "La marca del vampiro" (1935) y escribió una versión de "La hija de Drácula" (1936) para David O. Selznick, cuyos derechos se han vendido finalmente a Universal.
Balderston trabajó en "Peter Ibbetson" (1935) para Henry Hathaway. Fue uno de los escritores de  La maravillosa aventura de Ernest Bliss  (1936) e hizo la adaptación cinematográfica El último mohicano '( 1936) junto a Philip Dunne.
Adaptó una obra de teatro húngara en  Farewell Performance  para la escena inglesa en 1936.
En Hollywood, Balderston se especializó en temas de temática británica: "El hombre que cambió de opinión" (1936); Amado enemigo (1936) para Sam Goldwyn;   El prisionero de Zenda  (1937) para David O. Selznick. Escribió un guion sin usar, "Murder in Church" en 1938 y fue uno del equipo de escritores que colaboró en la adaptación cinematográfica de " Lo que el viento se llevó (1939) para Selznick. Escribió un musical para Fox, "Little Old New York" (1940) y luego adaptó  Victory (1940) para Paramount.
En MGM trabajó en trabajos como Smilin 'Through (1941), Stand By Action (1942), ' 'Tennessee Johnson' '(1942) y Luz que agoniza (1944), que le valió su segunda nominación al Premio de la Academia. También escribió un libro "Chicago Blueprint", que se publicó en 1943.

### Últimos años
En 1948, coescribió una novela sobre César y Cleopatra, Una diosa para un Dios.
Balderston hizo un tratamiento de "Planeta rojo" que se convirtió en "Red Planet Mars" (1952). En 1952, fue nombrado profesor de teatro en la Universidad del Sur de California.
En 1953, se anunció que Balderston y los herederos de Peggy Webling habían llegado a un acuerdo con Universal sobre Frankenstein. Bajo su contrato original, se les pagaría  20,000 ólares más el 1% bruto de cualquier película que resultara de su trabajo, incluyendo cualquier secuela.
Murió de un ataque al corazón en Beverly Hills en 1954.

## Filmografía parcial
Como escritor
- Genius of the Marne (1919)[13]
- Berkeley Square (1927)
- Red Planet (1932)
- Dracula (1927) (adaptación teatral)

Como guionista
| Título en español                         | Título original                   | Director(es)      | Año  |
| ----------------------------------------- | --------------------------------- | ----------------- | ---- |
| Dracula                                   | Dracula                           | Tod Browning      | 1931 |
| Frankenstein (script original)            | Frankenstein (script original)    | James Whale       | 1931 |
| La momia                                  | The Mummy                         | Karl Freund       | 1932 |
| Berkeley Square                           | Berkeley Square                   | Frank Lloyd       | 1933 |
| Tres lanceros bengalíes                   | The Lives of a Bengal Lancer      | Henry Hathaway    | 1935 |
| The Mystery of Edwin Drood                | The Mystery of Edwin Drood        | Stuart Walker     | 1935 |
| La novia de Frankestein                   | The Bride of Frankenstein         | James Whale       | 1935 |
| La marca del vampiro (Sin acreditar)      | Mark of the Vampire               | Tod Browning      | 1935 |
| Las manos de Orlac                        | Mad Love                          | Karl Freund       | 1935 |
| Sueño de amor eterno (Sin acreditar)      | Peter Ibbetson                    | Henry Hathaway    | 1935 |
| La hija de Drácula (Sin acreditar)        | Dracula's Daughter                | Lambert Hillyer   | 1936 |
| La maravillosa aventura de Ernest Bliss   | The Amazing Quest of Ernest Bliss | Alfred Zeisler    | 1936 |
| El último mohicano                        | The Last of the Mohicans          | George B. Seitz   | 1936 |
| El hombre que trocó su mente              | The Man Who Changed His Mind      | Robert Stevenson  | 1936 |
| Adorable enemiga                          | Beloved Enemy                     | H.C. Potter       | 1936 |
| El prisionero de Zenda                    | The Prisoner of Zenda             | John Cromwell     | 1937 |
| Lo que el viento se llevó (Sin acreditar) | Gone With the Wind                | Victor Fleming    | 1939 |
| 'El despertar de una ciudad               | Little Old New York               | Henry King        | 1940 |
| Victory                                   | Victory                           | John Cromwell     | 1940 |
| Scotland Yard                             | Scotland Yard                     | Norman Foster     | 1940 |
| Smilin' Through                           | Smilin' Through                   | Frank Borzage     | 1941 |
| Stand by for Action                       | Stand by for Action               | Robert Z. Leonard | 1942 |
| Tennessee Johnson                         | Tennessee Johnson                 | William Dieterle  | 1942 |
| Luz que agoniza                           | Gaslight                          | George Cukor      | 1944 |

## Premios y distinciones
Premios Óscar
| Año  | Categoría        | Película                | Resultado |
| ---- | ---------------- | ----------------------- | --------- |
| 1936 | Mejor adaptación | Tres lanceros bengalíes | Nominado  |
| 1945 | Mejor director   | Luz que agoniza         | Nominado  |